# Trofeo Ciudad de San Vicente
El Trofeo Ciudad de San Vicente es un torneo amistoso veraniego que organiza el Patronato de Deportes del Ayuntamiento de San Vicente del Raspeig (Alicante)  junto con el club Fútbol Club Jove Español San Vicente. Se constituyó en 2008 con la intención de hacer del trofeo una cita habitual de los trofeos amistosos de verano.

## Finales
| Año  | Campeón     | Subcampeón      | Marcador |
| ---- | ----------- | --------------- | -------- |
| 2008 | Hércules CF | FC Jove Español | 3-1      |
| 2009 | Hércules CF | FC Jove Español | 2-1      |

### Primera edición (2008)
| 22 de agosto de 2008, 19:30 (CET) | FC Jove Español San Vicente | 1:3     | Hércules CF                                   | Ciudad Deportiva de San Vicente, San Vicente del Raspeig            |                                                                     |
|                                   | García 56'                  | Reporte | Dani Carril 6' Rodri Gimeno 26' Raúl Ruiz 53' | Asistencia: 1.200 espectadores Árbitro(s): José Luis Lorenzo Ortega | Asistencia: 1.200 espectadores Árbitro(s): José Luis Lorenzo Ortega |

### Segunda edición (2009)
| 4 de agosto de 2009, 21:00 (CET) | FC Jove Español San Vicente | 1:2     | Hércules CF                            | Ciudad Deportiva de San Vicente, San Vicente del Raspeig      |                                                               |
|                                  | Ismael 87'                  | Reporte | Gerardo Noriega 57' Fernando Morán 60' | Asistencia: 2.000 espectadores Árbitro(s): Joaquín Rico Gomis | Asistencia: 2.000 espectadores Árbitro(s): Joaquín Rico Gomis |